# 国際海岸クリーンアップキャンペーン
国際海岸クリーンアップキャンペーン（こくさいかいがんクリーンアップキャンペーン）は、米国のNGO団体である「オーシャン・コンサーバンシー（Ocean Conservancy）」の主宰で1986年より始まったごみ拾いキャンペーン活動。世界中で同じ時期に実施され、拾った海岸ゴミについて共通の方法でデータ収集を実施している。現在、一日で行われる世界最大規模の海岸クリーンアップキャンペーンで、2003年には91ヶ国が参加している。
オーシャン・コンサーバンシーは、米国では毎年約5%の割合で海岸ゴミが増加しており、国家規模の問題であることなどを指摘している。
琉球列島を除く日本では「クリーンアップ全国事務局（Japan Environmental Action Network, JEAN）」が主宰し、1990年から毎年春・秋の2回、「海岸クリーンアップキャンペーン」を実施している。
琉球列島ではNPO法人沖縄O.C.E.A.N.が「国際海岸クリーンアップキャンペーン」の窓口となっている。
ゴミを出さない社会の仕組みを提案するために収集データを活用する、としている。
最も多い海岸ゴミは製品タバコ関係（フィルター・パッケージなど）で、2004年には、世界中で拾われた海岸ゴミの21.2%を占めていた。